# Милена Јакшић
Милена Јакшић (Косовска Митровица, 27. фебруар 1985) српска је телевизијска, позоришна и филмска глумица.

## Биографија
Милена Јакшић је рођена 27. фебруара 1985. године у Косовској Митровици. Дипломирала је глуму на Факултету уметности у Приштини с представом Нада из ормара у режији Јелене Богавац. Најпознатија је по улози Гоце у хумористичкој серији Сумњива лица. Чланица је Народног позоришта у Приштини.

## Улоге

### Филмографија
| Год.       | Назив                   | Улога                      |
| ---------- | ----------------------- | -------------------------- |
| 2004.      | Карађорђе и позориште   | Мара                       |
| 2007.      | Ехо                     |                            |
| 2013—2014. | Равна гора              | Даворјанка Пауновић Зденка |
| 2014.      | Фолк                    |                            |
| 2015.      | Енклава                 | учитељица                  |
| 2015.      | Сизиф К.                | Егина                      |
| 2016.      | At the Border           | Јелена                     |
| 2016.      | Петров дан              | службеница                 |
| 2016.      | Сумњива лица            | Гоца                       |
| 2019.      | Балканска међа          | избеглица                  |
| 2019—2020. | Сенке над Балканом      | Даница                     |
| 2019—2020. | Швиндлери               | Теодора Настић             |
| 2020.      | Јужни ветар (ТВ серија) | Маја                       |
| 2020.      | Неспоразум              |                            |
| 2023.      | Баук                    |                            |